# Ascosphaera proliperda
Ascosphaera proliperda är en svampart som beskrevs av Skou 1972. Ascosphaera proliperda ingår i släktet Ascosphaera och familjen Ascosphaeraceae.   Inga underarter finns listade i Catalogue of Life.